# Stratégie optimale de recherche de la nourriture
C’est en 1966 qu’Emlen, Mac-Arthur et Pianka établissent pour la première fois la théorie de la stratégie optimale de recherche de nourriture (en anglais : optimal foraging) qui consiste à rechercher la nourriture optimale avec le moins de contraintes possibles.
Les individus capables d’exploiter leur nourriture de la manière la plus efficace ont un taux de survie plus élevé, et donc une meilleure fitness. La sélection naturelle va donc les avantager, d’où leur intérêt d’adopter la meilleure stratégie de recherche de nourriture.
La théorie de la stratégie optimale de recherche de nourriture permet d’expliquer quelles sont les stratégies optimales utilisées par un prédateur pour la recherche et le choix d’une nourriture optimale.

## Application de la théorie

### Choix du régime alimentaire optimal: quelle(s) proie(s) accepter, quelle(s) proie(s) rejeter?
Nous définirons ici les termes proies et prédateurs au sens large.
On estime la qualité d’une proie comme le rapport entre la quantité d’énergie qu’elle offre (sa valeur calorique ou unité de poids), et l’énergie dépensée pour sa recherche, sa capture et sa consommation. La proie optimale est donc celle pour laquelle ce rapport sera le plus élevé.
Trois critères sont donc à prendre en compte pour évaluer la qualité d'une proie : sa valeur énergétique, le temps nécessaire à sa recherche et le temps nécessaire à sa manipulation.
Afin de choisir la proie optimale, un prédateur doit pouvoir en évaluer la qualité et certains utilisent parfois des récepteurs sensoriels.
Trois conditions sont nécessaires pour que la proie choisie par le prédateur soit optimale:
- Sélection de la proie en fonction de sa qualité et non de son abondance.
- Spécialisation du prédateur dans le choix de la proie la plus abondante, même si son régime alimentaire comporte plusieurs types de proies.
- Choix d’accepter ou de rejeter la proie, selon qu’elle participe ou non au régime alimentaire du prédateur.

Un prédateur choisit donc préférentiellement le régime alimentaire lui offrant la meilleure quantité d’énergie, c’est-à-dire le régime alimentaire optimal.
Comme il a été démontré dans l’exemple  du crabe enragé,  Carcinus maenas, un crabe d’une taille donnée choisit sa moule en fonction de la taille de celle-ci.  Plus une proie est grosse, plus sa valeur calorique est importante. Cependant les moules optimales ne sont pas obligatoirement les plus grosses car il faut également tenir compte du temps nécessaire à sa manipulation (temps de capture et de consommation) de ces proies. Plus ce temps sera important, moins la qualité de la moule sera grande, même si sa valeur calorique est bonne.
D’autre part, le choix de la moule par le crabe enragé sera influencé par son état de satiété. Si le crabe est affamé, il sera moins exigeant dans le choix de la qualité des proies que s’il est rassasié et acceptera plus facilement des proies non optimales. 

### Choix du territoire optimal
Le choix du territoire optimal se fait selon le même mécanisme que précédemment. Cependant on ne se place plus ici à l’échelle de la proie, mais à l’échelle du territoire sur lequel sont réparties les proies. 
Ainsi, un prédateur choisira de préférence le territoire sur lequel les proies optimales sont les plus abondantes. Cela implique qu’il prenne d’abord connaissance de la disponibilité et de la répartition des proies sur les territoires voisins. 
C’est le cas du Titmice, un oiseau capable d’identifier et de mémoriser les différents territoires visités et la disponibilité en proies afin de focaliser son choix sur le territoire optimal.
De plus, cet oiseau réagit aux fluctuations de l’environnement : lorsque le milieu devient trop pauvre en proies, il se déplace vers un autre territoire plus riche.

### Temps et énergie alloués dans la recherche optimale du territoire
Pour optimiser sa stratégie, un prédateur ne doit pas investir plus d’énergie et de temps dans la recherche, la capture et la consommation de sa nourriture, qu’il n’en bénéficie.
Ainsi, si les budgets temps et énergie du prédateur sont supérieurs à l’énergie apportée par la proie, il ne la choisira pas. Il en est de même pour l’énergie et le temps alloués à la recherche du territoire.
Lorsque les proies ne sont plus suffisamment abondantes sur un territoire, le prédateur va dépenser davantage de temps et d’énergie à trouver une proie optimale ; il va donc préférer se déplacer de proche en proche vers un autre territoire, de préférence déjà visité où il sait pouvoir trouver de la nourriture, de façon à limiter les dépenses énergétiques de son déplacement. 
Norberg s’appuie sur le fait que dès qu’un animal se déplace pour chercher de la nourriture, il puise dans ses réserves énergétiques qui doivent être équitablement remplacées par l’énergie tirée de cette nourriture. Il cite l’exemple de certains oiseaux qui doivent, lors de la recherche de nourriture, décupler leurs activités métaboliques.
L’objectif du prédateur est donc d’équilibrer quotidiennement le budget énergétique minimum, correspondant aux besoins de base pour la survie, et le budget temps correspondant à la recherche de nourriture, sachant également que toute autre activité (thermorégulation, reproduction…) entraîne une dépense d’énergie supplémentaire.
De plus, Norberg soulève la question de savoir si les méthodes utilisées par l’animal varient avec les saisons.

## Limites de la théorie de la stratégie optimale de recherche de nourriture[6]
- Le comportement de recherche de nourriture optimale est en interaction avec d’autres stratégies, qui vont dépendre de divers facteurs environnementaux.

Ex : Un animal doit trouver un compromis entre sa recherche de nourriture et les conditions biotiques (physiologie, protection face à la prédation) et abiotiques.
- La stratégie optimale de recherche de nourriture pour un individu donné n’est pas fixée, car une stratégie optimale à un instant "t" ne le sera pas forcément à l’instant "t+1", du fait des variations environnementales. Le prédateur doit réajuster sa stratégie en fonction des fluctuations de l’environnement. Il est donc difficile de définir une stratégie précise pour un individu donné.

- La sélection naturelle et l’évolution ne favorisent pas nécessairement les individus en fonction de la stratégie de recherche de nourriture qu’ils utilisent, mais favorise uniquement les individus qui ont la meilleure fitness.

- Il est difficile de modéliser mathématiquement le comportement optimal de recherche de nourriture, car il n’est pas évident de trouver une formule qui en rende vraiment compte. De plus, trouver une formule valable pour tous les individus reste compliqué.

- La disposition des proies et la définition de leur qualité ne sont pas aussi simples dans la réalité. Les conditions environnementales sont en fait simplifiées dans la théorie de l’optimal foraging.

- Les expériences réalisées pour tester ce modèle se basent sur des suppositions qui ne sont pas toujours vérifiables. Par exemple, on ne peut pas réellement vérifier si un animal a une trajectoire aléatoire pour chercher sa nourriture ou s’il la détermine volontairement.

- La majorité des expériences tendent à valider la théorie de l’optimal foraging, mais lorsque ce n’est pas le cas, les auteurs ont tendance à évoquer des biais dans les méthodes utilisées, pour expliquer la raison de cet échec. Or rien ne dit que quand la théorie est validée par une expérience, ces mêmes éléments n’interfèrent pas.